# Innamorarsi a Verona
Innamorarsi a Verona (Wiedersehen in Verona) è un film per la televisione del 2007 diretto dal regista tedesco Dirk Regel. È stato girato in parte a Verona e in parte ad Amburgo.

## Trama
Julia Lichtenberg è l'avvocatessa della ditta amburghese Teigwaren Waller e allo stesso tempo è l'amante del suo capo Peter Waller. Per negoziare l'acquisizione della fabbrica di pasta di Giovanni e Carla Galvani deve fare un viaggio a Verona. Improvvisamente Julia vi incontra il suo ex fidanzato, Robert Donatius, che è avvocato per l'altra parte, la famiglia Galvani. Robert aveva lasciato Julia quindici anni fa durante la loro cerimonia di matrimonio, colpito da panico. Ciononostante Robert non l'aveva mai dimenticata, e l'amore tra di loro riprende vita. Presto i due passano dei momenti romantici a Verona e scoprono insieme i vari luoghi famosi o meno conosciuti della città di Romeo e Giulietta. Poco a poco Julia prova ad ammorbidire l'attitudine di Peter nei confronti dei Galvani, i quali non vogliono vendere il loro pastificio malgrado la loro difficile situazione finanziaria.
Il titolo del film suggerisce che l'innamorarsi è l'argomento principale. Ed effettivamente, il film non racconta solo una storia d'amore, bensì tre. Anche Sara, la figlia di Peter, è innamorata di Marco, il figlio dei Galvani; e durante la sua permanenza a Verona Peter è affascinato da Francesca Brunelli. Ma quest'ultima si presenta come la compagna di Robert, per di più incinta di lui. Davanti a questa situazione inaspettata Julia deve trovare una soluzione al suo dilemma.